# Nanolitografia

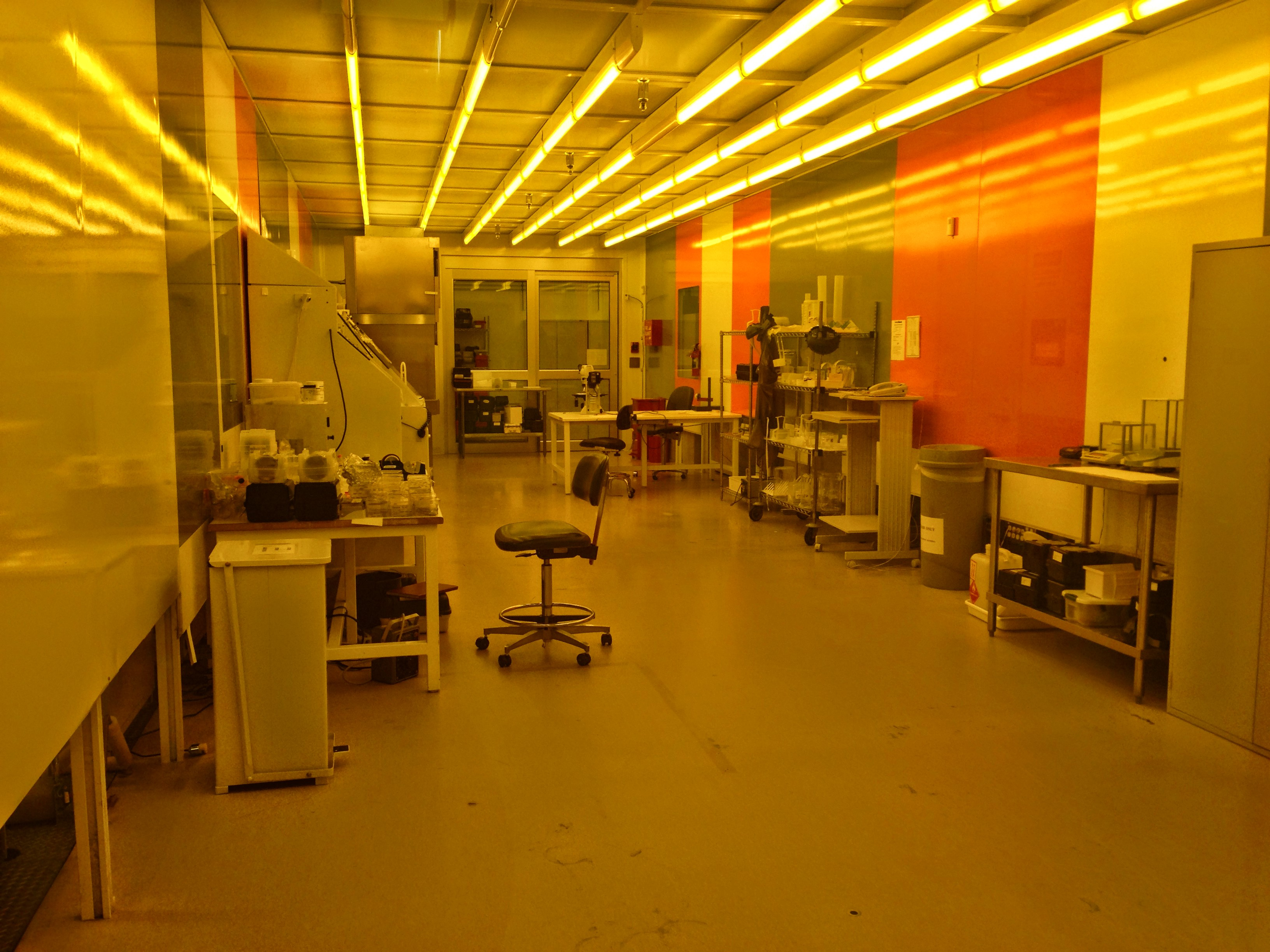
Centre de nanofabricació de la Universitat de Minnesota - Bay 4, nanolitografia i màscara.

La nanolitografia (NL) és un camp creixent de tècniques dins de la nanotecnologia que s'ocupa de l'enginyeria (per exemple, gravat, dipòsit, escriptura, impressió, etc.) d'estructures a escala nanomètrica sobre diversos materials.
El terme modern reflecteix un disseny d'estructures construïdes en un rang de 10−9 a 10−6 metres, és a dir, escala nanomètrica. Essencialment, el camp és un derivat de la litografia, que només cobreix estructures molt petites. Tots els mètodes de NL es poden classificar en quatre grups: fotolitografia, litografia d'escaneig, litografia suau i altres tècniques diverses.

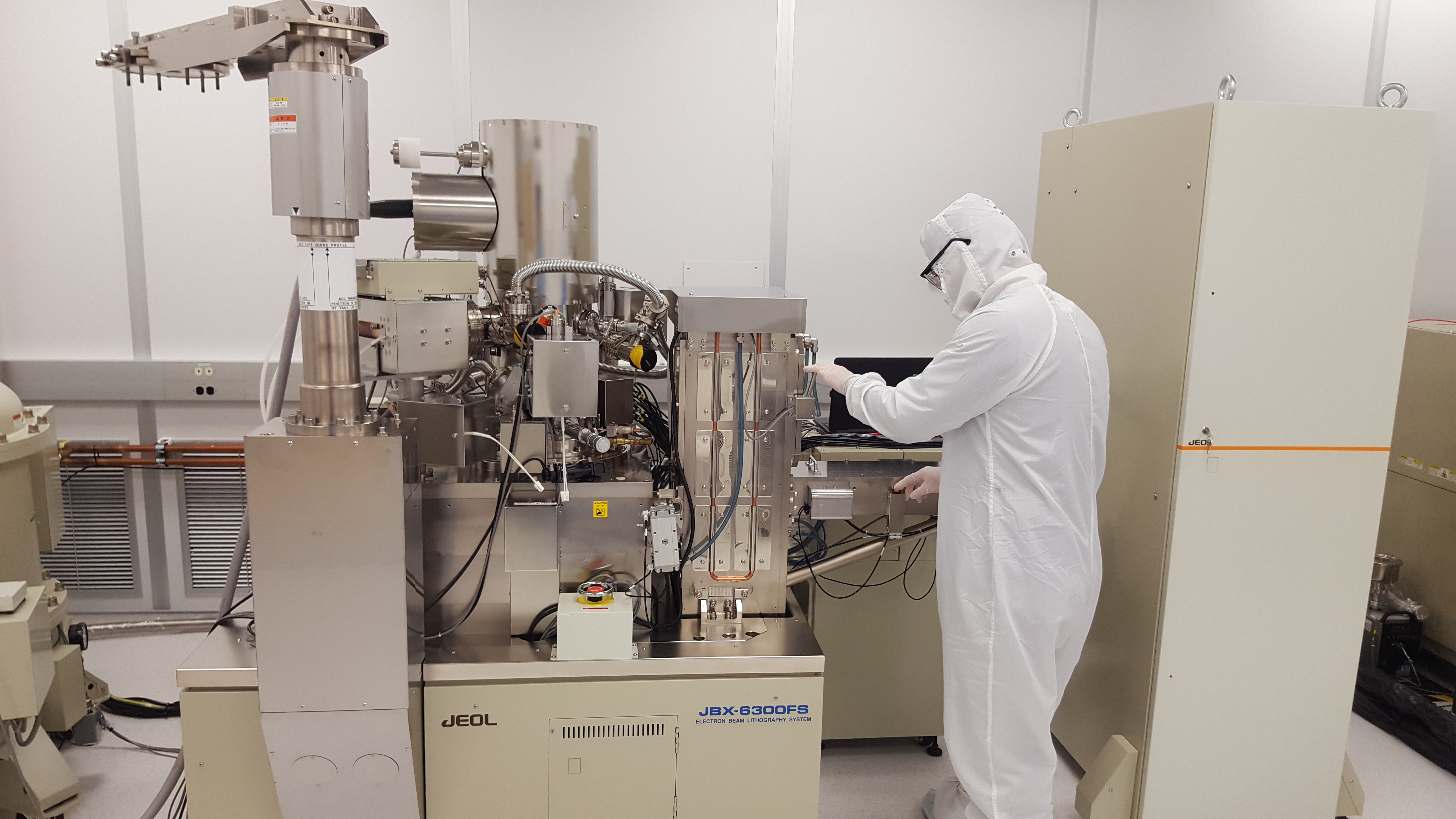
Litografia de feix d'electrons JEOL (EBL).

## Història
La NL ha evolucionat a partir de la necessitat d'augmentar el nombre de característiques submicròmetres (per exemple, transistors, condensadors, etc.) en un circuit integrat per tal de mantenir-se al dia amb la llei de Moore. Tot i que les tècniques litogràfiques existeixen des de finals del segle xviii, cap es va aplicar a estructures a nanoescala fins a mitjans dels anys cinquanta. Amb l'evolució de la indústria dels semiconductors, la demanda de tècniques capaços de produir estructures a micro i nanoescala es va disparar. La fotolitografia es va aplicar a aquestes estructures per primera vegada l'any 1958 començant l'era de la nanolitografia.
Des de llavors, la fotolitografia s'ha convertit en la tècnica de més èxit comercial, capaç de produir sub-100 patrons nm. Hi ha diverses tècniques associades amb el camp, cadascuna dissenyada per servir els seus molts usos a les indústries mèdiques i de semiconductors. Els avenços en aquest camp contribueixen significativament a l'avenç de la nanotecnologia i són cada cop més importants avui dia a mesura que augmenta la demanda de xips d'ordinador cada cop més petits. Altres àrees d'investigació tracten les limitacions físiques del camp, la recollida d'energia i la fotònica.

## Litografia fotogràfica
A partir del 2021, la fotolitografia és la tècnica més utilitzada en la producció massiva de dispositius microelectrònics i semiconductors. Es caracteritza tant per un alt rendiment de producció com per les característiques reduïdes dels patrons.

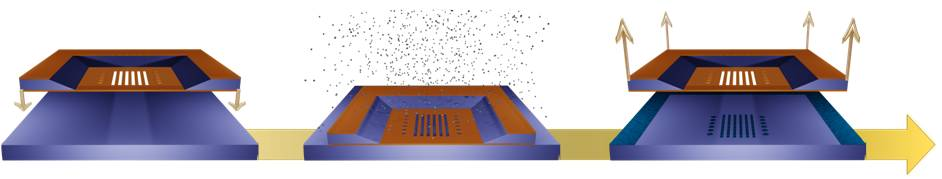
Esquema de litografia amb plantilla.

El segell PDMS amb l'ODT es col·loca al substrat daurat. Quan s'elimina el segell, l'ODT en contacte amb l'or es queda enganxat a l'or. Així, el patró del segell es transfereix a l'or mitjançant la "tinta" ODT. (figura 3 de 3).

La litografia òptica (o fotolitografia) és un dels conjunts de tècniques més importants i prevalents en el camp de la nanolitografia. La litografia òptica conté diverses tècniques derivades importants, totes que utilitzen longituds d'ona de llum molt curtes per tal de canviar la solubilitat de determinades molècules, fent que es rentin en solució, deixant enrere l'estructura desitjada. Diverses tècniques de litografia òptica requereixen l'ús d'immersió líquida i una sèrie de tecnologies de millora de la resolució, com ara màscares de canvi de fase (PSM) i correcció de proximitat òptica (OPC). Algunes de les tècniques incloses en aquest conjunt inclouen la litografia multifotònica, la litografia de raigs X, la nanolitografia d'acoblament de llum (LCM) i la litografia ultraviolada extrema (EUVL). Aquesta darrera tècnica es considera la tècnica de litografia de nova generació (NGL) més important a causa de la seva capacitat per produir estructures amb precisió per sota dels 30 nanòmetres a altes taxes de rendiment, cosa que la converteix en una opció viable per a finalitats comercials.

## Litografia d'escaneig
La litografia de feix d'electrons (EBL) o la litografia d'escriptura directa de feix d'electrons (EBDW) escaneja un feix d'electrons enfocat sobre una superfície coberta amb una pel·lícula o una resistència sensible als electrons (p. ex. PMMA o HSQ) per dibuixar formes personalitzades. En canviar la solubilitat de la resistència i la posterior eliminació selectiva del material per immersió en un dissolvent, sub-10 s'han aconseguit resolucions nm. Aquesta forma de litografia sense màscara d'escriptura directa té una alta resolució i un baix rendiment, limitant els feixos electrònics d'una sola columna a la fabricació de fotomàscara, la producció de baix volum de dispositius semiconductors i la investigació i desenvolupament. Els enfocaments de feix d'electrons múltiples tenen com a objectiu augmentar el rendiment per a la producció en massa de semiconductors. EBL es pot utilitzar per al nanopatró selectiu de proteïnes en un substrat sòlid, dirigit a la detecció ultrasensible.

## Litografia suau
La litografia suau utilitza materials elastòmers fets de diferents compostos químics com el polidimetilsiloxà. Els elastòmers s'utilitzen per fer un segell, motlle o màscara (similar a la fotomàscara) que al seu torn s'utilitza per generar micro patrons i microestructures. Les tècniques descrites a continuació es limiten a una etapa. El patró consegüent a les mateixes superfícies és difícil a causa de problemes de desalineació. La litografia suau no és adequada per a la producció de dispositius basats en semiconductors, ja que no és complementària per a la deposició i el gravat de metalls. Els mètodes s'utilitzen habitualment per a patrons químics.